# مارثا لوجان
مارثا لوجان (بالإنجليزية: Martha Logan)‏ هي شخصية خياليّة أدتها الممثلة جين سمارت في المسلسل التلفزيوني الأمريكي 24.